# Сумаре, Бакари
Бакари́ Сумаре́ (фр. Bakary Soumaré; 9 ноября 1985, Бамако, Мали) — малийский футболист, защитник.

## Карьера

### Молодёжная карьера
Во время обучения в Виргинском университете в 2005—2006 годах Сумаре играл за университетскую футбольную команду в Национальной ассоциации студенческого спорта.

### Клубная карьера
Оставив университет после второго года обучения, Сумаре подписал контракт с MLS по программе Generation Adidas. 12 января 2007 года на Супердрафте MLS был выбран под общим вторым номером клубом «Чикаго Файр». Его профессиональный дебют состоялся 27 мая в матче против «Реал Солт-Лейк». По итогам сезона 2008 Сумаре был включён в символическую сборную MLS и номинировался на звание защитника года в MLS. Был отобран для участия в Матче всех звёзд MLS 2009, в котором звёздам лиги противостоял английский «Эвертон».
В августе 2009 года Сумаре перешёл в клуб французской Лиги 1 «Булонь» за €1,5 млн (около $2,14 млн). Дебютировал за «Булонь» 19 сентября в матче против «Бордо». После сезона 2009/10 «Булонь» выбыла в Лигу 2, где Сумаре была доверена капитанская повязка. 29 октября 2010 года в матче против «Реймса» он забил свой первый гол в профессиональной карьере.
12 января 2012 года Сумаре был взят в аренду клубом немецкой Второй Бундеслиги «Карлсруэ» до 30 июня с опцией выкупа. За «Карлсруэ» дебютировал 5 февраля в матче стартового тура второго круга сезона против «Эрцгебирге Ауэ». 23 марта перед матчем против «Гройтер Фюрта» получил травму мениска, из-за чего выбыл из строя до конца сезона.
26 июня 2012 года Сумаре вернулся в MLS, подписав контракт с «Филадельфией Юнион». Дебютировал за «Филли» 12 августа в матче против своего бывшего клуба «Чикаго Файр». В марте 2013 года из-за отсутствия игровой практики и наметившейся конкуренции с новоприобретённым Джеффом Парком и Амоби Окуго Сумаре попросил «Филадельфию Юнион» выставить его на трансфер, на что клуб ответил согласием.
23 мая 2013 года «Чикаго Файр» вернул Сумаре, выменяв на пик второго раунда Супердрафте MLS 2014 и распределительные средства. Свой первый матч по возвращении во «Файр» он сыграл 25 мая против «Реал Солт-Лейк». 4 октября в матче против «Ди Си Юнайтед» забил свой первый гол в MLS. По окончании сезона 2014 «Чикаго Файр» не продлил контракт с Сумаре.
18 декабря 2014 года во втором этапе Драфта возвращений MLS Сумаре был выбран клубом «Монреаль Импакт». Клуб подписал контракт с игроком 6 января 2015 года. За канадский клуб он дебютировал 24 февраля в первом матче четвертьфинала Лиги чемпионов КОНКАКАФ 2014/15 против мексиканской «Пачуки». В июле, выразив недовольство получаемым игровым временем, Сумаре попросил «Монреаль Импакт» выставить его на трансфер.
16 июля 2015 года Сумаре был обменян в «Даллас» на Кайла Беккера. 10 ноября Сумаре объявил о завершении футбольной карьеры по окончании сезона 2015.

### Международная карьера
За сборную Мали Сумаре дебютировал 11 февраля 2009 года в товарищеском матче со сборной Анголы. Участвовал в Кубке африканских наций 2010.

## Статистика

### Клубная статистика
| Выступление       | Выступление      | Выступление      | Лига | Лига | Кубок | Кубок | Континент. | Континент. | Прочие | Прочие | Итого | Итого |
| Клуб              | Лига             | Сезон            | Игры | Голы | Игры  | Голы  | Игры       | Голы       | Игры   | Голы   | Игры  | Голы  |
| ----------------- | ---------------- | ---------------- | ---- | ---- | ----- | ----- | ---------- | ---------- | ------ | ------ | ----- | ----- |
| Чикаго Файр       | MLS              | 2007             | 19   | 0    | 1     | 0     | —          | —          | 1      | 0      | 21    | 0     |
| Чикаго Файр       | MLS              | 2008             | 28   | 0    | 2     | 0     | —          | —          | 3      | 0      | 33    | 0     |
| Чикаго Файр       | MLS              | 2009             | 16   | 0    | 1     | 0     | —          | —          | —      | —      | 17    | 0     |
| Чикаго Файр       | Итого            | Итого            | 63   | 0    | 4     | 0     | —          | —          | 4      | 0      | 71    | 0     |
| Булонь            | Лига 1           | 2009/10          | 20   | 0    | 2     | 0     | —          | —          | 1      | 0      | 23    | 0     |
| Булонь            | Лига 2           | 2010/11          | 31   | 2    | 2     | 0     | —          | —          | 4      | 0      | 37    | 2     |
| Булонь            | Лига 2           | 2011/12          | 16   | 0    | 0     | 0     | —          | —          | 1      | 0      | 17    | 0     |
| Булонь            | Итого            | Итого            | 67   | 2    | 4     | 0     | —          | —          | 6      | 0      | 77    | 2     |
| Карлсруэ          | 2-я Бундеслига   | 2011/12          | 7    | 0    | 0     | 0     | —          | —          | —      | —      | 7     | 0     |
| Карлсруэ          | Итого            | Итого            | 7    | 0    | 0     | 0     | —          | —          | —      | —      | 7     | 0     |
| Филадельфия Юнион | MLS              | 2012             | 1    | 0    | 0     | 0     | —          | —          | —      | —      | 1     | 0     |
| Филадельфия Юнион | MLS              | 2013             | 3    | 0    | —     | —     | —          | —          | —      | —      | 3     | 0     |
| Филадельфия Юнион | Итого            | Итого            | 4    | 0    | 0     | 0     | —          | —          | —      | —      | 4     | 0     |
| Чикаго Файр       | MLS              | 2013             | 22   | 1    | 4     | 0     | —          | —          | —      | —      | 26    | 1     |
| Чикаго Файр       | MLS              | 2014             | 26   | 0    | 4     | 0     | —          | —          | —      | —      | 30    | 0     |
| Чикаго Файр       | Итого            | Итого            | 48   | 1    | 8     | 0     | —          | —          | —      | —      | 56    | 1     |
| Монреаль Импакт   | MLS              | 2015             | 10   | 0    | 0     | 0     | 6          | 0          | —      | —      | 16    | 0     |
| Монреаль Импакт   | Итого            | Итого            | 10   | 0    | 0     | 0     | 6          | 0          | —      | —      | 16    | 0     |
| Даллас            | MLS              | 2015             | 0    | 0    | —     | —     | —          | —          | 0      | 0      | 0     | 0     |
| Даллас            | Итого            | Итого            | 0    | 0    | —     | —     | —          | —          | 0      | 0      | 0     | 0     |
| Всего за карьеру  | Всего за карьеру | Всего за карьеру | 199  | 3    | 16    | 0     | 6          | 0          | 10     | 0      | 231   | 3     |

1. ↑  В графу «Континентальные турниры» входят игры и голы в Лиге чемпионов КОНКАКАФ.
2. ↑  В графу «Прочие» входят игры и голы в Кубке французской лиги и плей-офф Кубка MLS.

Источники: Transfermarkt, Soccerway

### Международная статистика
| Команда | Год   | Игры | Голы |
| ------- | ----- | ---- | ---- |
| Мали    |       |      |      |
| 2009    | 9     | 0    |      |
| 2010    | 3     | 0    |      |
| Всего   | Всего | 12   | 0    |

Источник: National Football Teams